# Léal Souvenir
Léal Souvenir (znan tudi kot Timotej ali Portret moža) je majhen portret v olju na hrastu staronizozemskega slikarja Jana van Eycka iz leta 1432. Portretiranec ni bil identificiran, vendar njegove zelo individualne poteze kažejo na zgodovinsko osebo, ne pa hipotetični ideal, ki je bil v tistem času običajen v portretih severne renesanse. Njegove poteze so bile opisane kot »navadne in rustikalne«, vendar premišljene in usmerjene vase. Številni umetnostni zgodovinarji, med njimi tudi Erwin Panofsky, so v njegovem izrazu zaznali žalost. Portretiranec je bil očitno dovolj pomemben član kroga burgundskega vojvode Filipa Dobrega, da ga je upodobil njegov dvorni slikar.
Moški sedi pred imitacijo parapeta s tremi nizi naslikanih napisov, od katerih je vsak videti kot vklesan ali vrezan v kamen. Van Eyck ni popolnoma obvladal niti klasične grščine niti latinščine in je delal napake, zato se branja sodobnih učenjakov razlikujejo. Prvi napis je v grščini in zdi se, da piše TYΜ.ωΘΕΟϹ, kar sicer ni bilo zadovoljivo interpretirano, nekateri pa so delo naslovili Timoteus. Sredina se bere v francoščini Leal Souvenir ('Zvesti spomin') in označuje, da je portret posmrtni spomin. Tretji zapisuje podpis van Eycka in datum smrti. Umetnostni zgodovinar iz 19. stoletja Hippolyte Fierens-Gevaert je črk TYΜ.ωΘΕΟC  identificiral z grškim glasbenikom Timotejem Miletskim. Do istega sklepa je prišel tudi Panofsky, ki je odpravil druge Grke z imenom Timotej; bili so verskega ali vojaškega porekla, poklicev, ki se ne ujemajo s civilno obleko portretiranca. Panofsky je menil, da je bil moški verjetno visoko postavljeni glasbenik na Filipovem dvoru.
Novejše raziskave se osredotočajo na legalistično besedilo v enem od napisov, ki nekaterim nakazuje, da je bil na nek način povezan z odvetništvom ali uslužbenec Filipa Dobrega. Tablo je leta 1857 kupila Narodna galerija v Londonu, kjer je stalno na ogled.

## Opis
Léal Souvenir je eden najzgodnejših ohranjenih primerov posvetnega portreta v srednjeveški evropski umetnosti in ena najzgodnejših neidealiziranih upodobitev. To je razvidno iz njegovega realizma in akutnega opazovanja podrobnosti človekovega vsakdanjega videza. Van Eyck je delal v zgodnji renesančni tradiciji in je bil pionir manipulacije z oljno barvo. Olje je omogočalo gladke prosojne površine, nanašati ga je bilo mogoče v različnih debelinah, z njim je bilo mogoče upravljati, medtem ko je bilo mokro, kar je omogočalo veliko bolj subtilne podrobnosti, kot so bile na voljo prejšnjim generacijam slikarjev.
Parapet prevladuje nad portretom, njegova glava pa se zdi prevelika v primerjavi z zgornjim delom telesa. Nekateri umetnostni zgodovinarji domnevajo, da je to posledica takratne neizkušenosti van Eycka; to je bil šele njegov drugi znani portret. Meiss domneva, da lahko van Eyck »izgubi nadzor nad celotnim dizajnom, tako da se prepusti svoji osupljivi virtuoznosti«.

### Parapet
Razpadli parapet omogoča van Eycku, da pokaže svoje spretnosti pri posnemanju klesanja in brazgotinjenja in kaže vpliv klasične rimske nagrobne umetnosti, zlasti kamnitih spomenikov. Parapet daje delu gravitacijo, ostružke in razpoke, ki prenašajo občutek častitljivega ali, po besedah umetnostne zgodovinarke Elisabeth Dhanens, občutek »krhkosti življenja ali samega spomina«. 

### Portret
Moški je postavljen v nedefiniran ozek prostor in pred ravno črno ozadje. Običajno je pri Van Eycku glava prevelika glede na trup. Oblečen je na tipično burgundski način, z rdečo haljo in zelenim volnenim šaperonom z bourreletom in kornetom, ki visi spredaj. Halja je obložena s krznom, pritrjena z dvema gumboma in se razprostira do parapeta. Njegova desnica morda drži konec korneta. Niti oblika glave niti obrazne poteze ne ustrezajo sodobnim standardnim tipom, kaj šele kanonom idealne lepote. Videti je, da je portretiranec plešast, čeprav je na njem nekaj rahlih sledi svetlih las, zaradi česar je Erwin Panofsky zaključil, da je »njegov videz tako nordijski, kot je njegova obleka burgundska«, ima trepalnice, za katere domneva, da jih je dodal restavrator iz 19. stoletja. Van Eyckovo hladno opazovanje človekovih ozkih ramen, stisnjenih ustnic in tankih obrvi se razteza na podrobnosti vlage na njegovih modrih očeh. 
Za razliko od Rogierja van der Weydna, ki je bil še posebej pozoren na podrobnosti pri upodabljanju prstov svojih modelov, so bile roke van Eycka pogosto nekaj naknadnega. Upodobljene so splošno, ne vsebujejo veliko podrobnosti in so morda kasnejši dodatek v delavnici. Kljub temu so zelo podobne tistim, v njegovem Portret Baudouina de Lannoya iz ok. 1435. Moški ima zvitek, ki je lahko pravni dokument, pismo ali brošura. V njegovih zgodnjih portretih so van Eyckovi portretiranci pogosto prikazani s predmeti, ki kažejo na njihov poklic. Rolica vsebuje šest vrstic nečitljivega pisanja. Okrajšave so vidnejše in zdi se, da so v latinščini, vendar so lahko v ljudskem jeziku. 
Svetloba pada z leve in pušča sledi sence na strani moškega, kar je naprava, ki jo pogosto najdemo v zgodnjih van Eyckovih portretih. Je mladosten in njegov obraz ima mehko mesnatost, doseženo s plitvimi ovinki in tekočimi, harmoničnimi potezami čopiča, kar daje videz sproščene, tople in odprte osebnosti, kar Meiss opisuje kot vzbujanje skoraj »rembrandtske topline in sočutja«. Portretiranec ni čeden; ima plosk obraz, trmast, a koničast nos in vidne ličnice, ki bi po Panofskem lahko pripadale flamskemu kmetu. Dhanens ga opisuje kot poštenega izraza.
Številni umetnostni zgodovinarji so opazili očitno protislovje med človekovim naravnim videzom in zagonetnim izrazom. Meiss ga opisuje kot »navadnega in rustikalnega« in ugotovi podobnost med njegovim precej splošnim obrazom in številnimi figurami v spodnjih delih table Gentski oltar. V soglasju s Panofskim opaža »premišljenost na visokem, nagubanem čelu, vizionarsko silo v zasanjanih, a mirnih očeh [in] strašno moč strasti v širokih, trdnih ustih«. Po mnenju Panofskega moški obraz ni intelektualen, kljub temu pa zazna zamišljeno in osamljeno naravo, »obraz tistega, ki čuti in ustvarja, ne pa opazuje in secira«.

### Napis in identiteta portretiranca
Parapet ima tri vodoravne vrste napisov; v zgornji in spodnji vrstici je manjši napis, ki pri reprodukcijah pogosto ni viden. Grški znaki so ponekod nejasni in o njih so umetnostni zgodovinarji pogosto ugibali, nenazadnje tudi zaradi van Eyckovega nerednega črkovanja in nenavadnega razmika.
Zgornje črke so v beli kredi in v grški pisavi, ki se glasi TYΜ.ωΘΕΟC. Zadnji lik namerno skrije čip v imitaciji kamna. Zaradi tega je pomen napisa težko zaznati. Splošno soglasje umetnostnih zgodovinarjev je, da je končni znak kvadratni znak C ali sigma.
TYΜ.ωΘΕΟC je leta 1857 Charles Eastlake razlagal kot Timotheos, lastno ime. Campbell poudarja, da je van Eyck »očitno sistematično uporabljal grško abecedo« in je vedno uporabljal kvadratno sigmo C za latinski 'S' in majuskulo omega ω (v uncialni obliki) za latinski 'O'. Napis je lahko mišljen tako, da se glasi »Časti Boga« ali »Časti se, o Bog«, kot je zapisano v pasivnem imperativu. Panofsky nekoliko premisli o hipotezi, da je zadnja črka 'N' in da črkovanje tvori dve besedi in ne eno. V tej razlagi črke pišejo TYΜω ΘΕΟN, kar pomeni »Čast Bogu«. Čeprav bi bilo to bolj preprosto kot 'Timotej', možnost zavrača. Piše, da »prisotnost krajše vodoravne črte, ki se povezuje z rahlo zoževalnim vrhom navpične poteze in jo dopolni v obliko Γ ... očitno izključuje 'N'. Dhanens predlaga, da je napis mogoče brati kot Time Deum ('Strah pred Bogom'), znano geslo družine Vilain.
Eastlakov prevod je splošno sprejet. Možnost, da bi šlo za različico 'Timotej', ni bila upoštevana, saj ta beseda v Severni Evropi pred reformacijo ni bila uporabljena. Ne obstaja nobeno germansko ime, ki bi lahko pomenilo humanistično posnemanje grške besede , zato so umetnostni zgodovinarji poskušali prepoznati človeka iz grške zgodovine ali legende. Čeprav so nekateri predlagali nekatere atenske in sirske generale, so popustili, ker portretiranec ni oblečen v vojaška oblačila. Sveti Timotej, prvi škof v Efezu in sopotnik svetega Pavla, je bil predlagan, vendar odpravljen, saj moški ni oblečen v visokega duhovnika.
Večji srednji napis je v francoščini z uporabo pisave iz 12. stoletja. Bere se LEAL SOVVENIR ('zvesti spomin') , naslikan pa je tako, da daje vtis, da je vklesan v parapet. Leta 1927 je Hippolyte Fierens Gevaert predstavil Timoteja Miletskega, grškega glasbenika in ditirambskega pesnika, rojenega ok. 446. Gevaert je menil, da je bil portret spomin na dvornega umetnika, ki je pred kratkim umrl in da naj bi klasična referenca laskala njegovemu spominu. Panofsky je s tem nadaljeval v veliki meri leta 1949. Ugibal je, da je bil portretiranec slavni glasbenik Gilles Binchois, do leta 1430 kanonik v stolnici sv. Donacijana v Bruggesu. Campbell je skeptičen in zavrača, da »ni oblečen kot duhovnik«. Druge teorije vključujejo, da je bil moški grški trgovec ali trgovec iz Lucce, Henrik Pomorščak, Jean de Croÿ ali, manj verjetno, da gre za avtoportret. Čeprav obstaja veliko nesoglasij, je verjetno, da je bil govorec francoščine in notar, pesnik ali član Compagnie du Chapel Vert ('Društvo zelenih klobukov') v Tournaiju. Dhanens zavrača teorijo, da je bil moški glasbenik, ker bi van Eyck to jasno izrazil, upodabljajoč ga v napravi ali emblemu, ki jasno simbolizira glasbo. Sklepa, da je bil računovodja ali pravnik, ki ima pravni ali finančni dokument.
Od prvih dveh napisov je tabla splošno sprejeta kot posmrtni portret. Rimski nagrobniki so pogosto prikazovali pokojnika za parapetom z izrezljanim napisom, van Eyck pa jih je morda poznal s potovanj v Francijo. Spodnji napis se glasi Actu[m] an[n]o d[omi]ni.1432.10.die octobris.a.ioh [anne] de Eyck (Končano v letu našega Gospoda 1432, 10. oktobra, Jan. van Eyck). [30] Campbell opaža, da stavek tega razširjenega podpisa presenetljivo spominja na legalese in da se zdi, da van Eyck krepi idejo, da je bil moški pravni strokovnjak , ki je morda delal za vojvodo Burgundije. Jacques Paviot ugotavlja, da je napisano v gotski kurzivni pisavi bastarda, ki so ga takrat favorizirali pravniki. V obeh primerih, čeprav ni čudovito oblečen in je verjetno pripadnik srednjega razreda, je bil na Filipovem dvoru zelo cenjen, saj so takšni portreti redko upodabljali ne-plemiče.

## Stanje
Tabla je sestavljena iz enojne 8-milimetrske hrastove plošče, razrezane navpično navzdol blizu poslikane površine. Zgoraj levo ima majhno nepobarvano površino. Ohišje podpore je bilo verjetno spremenjeno v 19. stoletju; danes so štirje od osmih nosilcev pritrjeni na robove notranjih robov in tvorijo notranje letve. Ostali štirje delujejo kot notranji zatiči. Lak se je močno razgradil, pri čemer so ključna področja barve in podlage odstranjena ali prebarvana. Infrardeča fotografija hrbtne strani razkriva sledove kratkih navpičnih šrafur in podrisb, vendar ne namiguje na identiteto portretiranca. Podlaga je večinoma na osnovi krede; pigmenti so pretežno črni, rdeči in modri. Končni portret se v marsičem razlikuje od podrisa - prsti so krajši, desni palec in parapet nižji, desna roka pa enkrat razširjena na večjem območju. Na končnem portretu je uho dvignjeno, zvitek pa zavzame večji slikovni prostor. Analiza pigmenta kaže, da je meso njegovega obraza pobarvano z belo in vermilion, nad rdečo glazuro pa sledi siva, črna, modra in nekaj ultramarina.
Portret ni posebej dobro ohranjen. Po obrazu so rumenkaste plasti glazure, verjetno kasnejši dodatki. Laki so se razgradili in izgubili prvotne barve. Panel je bil deležen številnih škodljivih retuširanj. V nekaterih primerih so to spremenile videz portretiranca, predvsem odstranjevanje pramenov svetle dlake pod šaperonom. Utrpel je strukturne poškodbe, zlasti na marmorju na hrbtni strani. Narodna galerija je popravila nekaj 'lažjih poškodb', ko je prišla v njihovo posest leta 1857. Campbell ugotavlja, da so bila številna prizadevanja kasnejših restavratorjev nepopolna in 'precej iznakažena', vključno z dotiki nosnic in trepalnic ter konice nosu. Nad očmi je rumenkasta glazura, ki se zdi, da je poškodovana ali prebarvana. Tabla je v celoti razbarvana in trpi zaradi ostarelih in izrojenih lakov, zaradi katerih je prvotne pigmente težko zaznati.

## Izvor
Slika je bila v 15. stoletju široko kopirana in imitirana. Skoraj sodobne reprodukcije bakra so znane iz Bergama in Torina. Petrus Christus si je izposodil iluzionistično rezbarijo na parapetu za svoj Portret kartuzijana iz leta 1446. Portret Marca Barbariga iz leta 1449–1450, ki ga pripisujejo van Eyckovemu sledilcu, je Léal Souvenirju močno podoben, ker je prav tako nenavadno visok in ozek, z velikim prostorom nad glavo portretiranca.
Slika je prvič zabeležena v zapiskih Charlesa Eastlakeja, zbiratelja in kasnejšega direktorja Narodne galerije, leta 1857, ko je bila pridobljena. Omeni, da jo je imel škotski krajinar Karl Ross (1816–1858) »pred letom 1854«. Kot številna dela van Eycka in na splošno staronizozemskih slikarjev, je tudi poreklo slike nejasno pred 19. stoletjem. Ko je Narodna galerija preverjala atribucijo, sta bili zabeleženi dve bakrerezni reprodukciji. Prvo je Eastlake našel v zbirki družine Lochis iz Bergama v Italiji, drugo v Torinu, ki je pripadala grofu Castellane Harrach  in je bila opisana kot manjša od izvirnika in 'zelo šibka'. Obe sta zdaj izgubljeni.
Oznake črnila na marmornati hrbtni strani kažejo majhen križ, na katerem je lahko zabeležen trgovski znak ali emblem. Čeprav je nepopoln in ni opravil nobene identifikacije, je W. H. J. Weale zaznal oznako »zgodnjega italijanskega, verjetno beneškega lastnika«. Zgodnja informacija o nahajališču slike v Italiji ne pomeni nujno, da je upodobljenec prišel iz te dežele; dela Van Eycka so pogosto kupovali zbiratelji iz te regije.